# Lake Adelaide (Neuseeland)
Der Lake Adelaide ist ein Bergsee ohne Abfluss in der Region Southland auf der Südinsel von Neuseeland.

## Geographie
Der Lake Adelaide befindet sich im Fiordland National Park, im östlichen Teil der Darran Mountains und rund 5 km nordöstlich des östlichen Eingangs zum Homer Tunnel. Der See liegt auf einer Höhe von 942 m und erstreckt sich über eine Länge von rund 2,4 km in Südsüdwest-Nordnordost-Richtung. An seiner breitesten Stelle misst der See rund 710 m. Dabei nimmt der Lake Adelaide eine Fläche von rund 1,13 km² ein und kommt auf einen Seeumfang von rund 6,3 km.
Der Lake Adelaide, der von bis zu 2162 m hohen Bergegipfeln umgeben ist, wird von verschiedenen kleinen Gebirgsbächen gespeist, besitzt aber keinen Abfluss.